# Jan Schakowsky

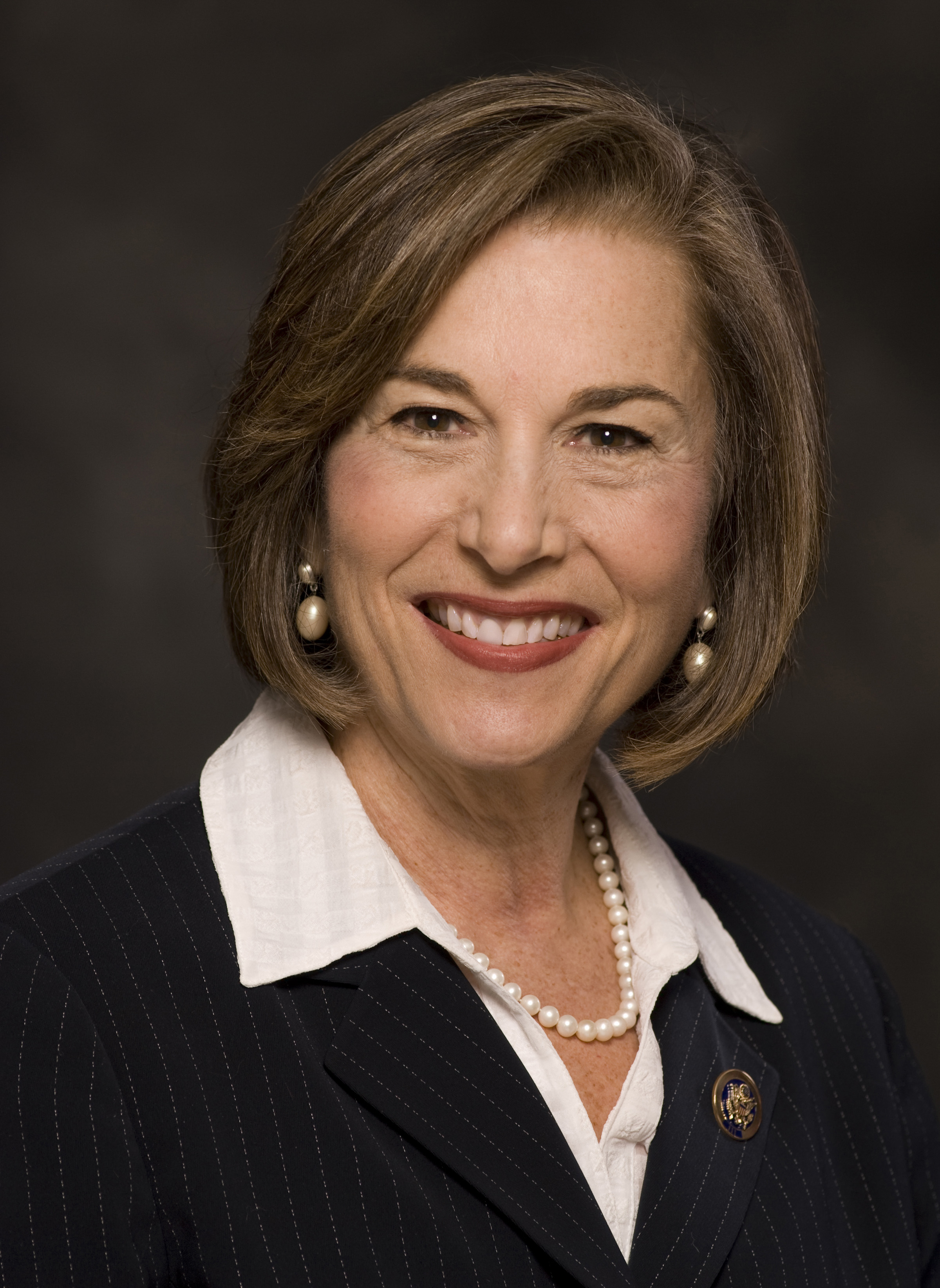
Jan Schakowsky

Janice „Jan“ Danoff Schakowsky (* 26. Mai 1944 in Chicago, Illinois) ist eine US-amerikanische Politikerin der Demokratischen Partei, die seit 1999 den neunten Wahlbezirk des Bundesstaats Illinois im US-Repräsentantenhaus vertritt.

## Leben
Nach dem Besuch der Sullivan High School in Chicago studierte Janice Schakowsky für das Lehramt an Grundschulen an der University of Illinois at Urbana-Champaign und schloss dieses 1965 mit einem Bachelor of Science (B.Sc.) ab.
Nach einer kurzen Tätigkeit als Lehrerin, gründete sie aus Enttäuschung darüber, als Verbraucherin nicht einsehen zu können, welche Waren und Zutaten in Lebensmitteln frisch waren, die Nationale Verbrauchervereinigung (National Consumers Union). Diese erforschten die Bedeutung der verschlüsselten Nummern auf Produkten, um dadurch das Produktionsdatum und dadurch die Frische eines Produkts feststellen zu können. Die Gruppe veröffentlichte danach „Code-Bücher“ in einer Auflage von 25.000 Exemplaren, die es den Verbrauchern ermöglichten, frische Produkte zu identifizieren. Nachdem eine Nachrichtensendung der NBC über das Buch berichtet hatte, entschieden sich die betroffenen Lebensmittelproduzenten dazu ein Mindesthaltbarkeitsdatum (Use by date) anzugeben.
Im Anschluss war sie von 1985 bis 1990 Direktorin des Staatsrates für Senioren in Illinois. In dieser Funktion organisierte sie 1989 eine Demonstration älterer Menschen gegen den demokratischen Kongressabgeordneten Dan Rostenkowski, der einen Gesetzentwurf unterstützt hatte, aufgrund dessen die Geldmittel gekürzt werden sollten, mit denen die Krankenversicherung Medicare Medikatimente und die Behandlung schwerer Krankheiten bezahlt, so dass auf ältere und oft von festen Einkommen abhängige Senioren mehr Kosten zu kamen. Aufgrund dieser Proteste wurde der Gesetzentwurf zurückgezogen.
Schakowsky lebt mit ihrem Mann Robert Creamer in Evanston (Illinois) in der Metropolregion Chicago. Sie hat drei Kinder sowie sechs Enkelkinder.

## Politik
Schakowsky war von 1990 bis 1998 Mitglied des Repräsentantenhauses von Illinois. Bei den Wahlen 1998 wurde sie als Kandidatin der Demokratischen Partei in das Repräsentantenhaus der Vereinigten Staaten gewählt und vertritt dort seit dem 3. Januar 1999 den neunten Kongresswahlbezirk von Illinois. Die folgenden dreizehn Wahlen, einschließlich der Wahl 2024, gewann sie ebenfalls und übt ihr Mandat somit  weiterhin aus. Ihre aktuelle Legislaturperiode im 118. Kongress der Vereinigten Staaten läuft noch bis zum 3. Januar 2025.[veraltet]

### Ausschüsse
Sie ist aktuell Mitglied in folgenden Ausschüssen des Repräsentantenhauses:
- Committee on Energy and Commerce
  - Environment, Manufacturing, and Critical Material
  - Innovation, Data, and Commerce
  - Oversight and Investigations
- Committee on the Budget

### Skandal um ihren Ehemann
2004 trat Schakowskys zweiter Ehemann Robert Creamer, mit dem sie seit 1980 verheiratet ist, als Vorsitzender der Bürgerbewegung von Illinois (Citizen’s Action of Illinois) zurück, nachdem ihn das FBI wegen Schulden in Höhe von einer Million US-Dollar verhörte. Danach wurde der ehemalige Verbraucherschutzanwalt wegen Bankbetruges, Einkommensteuerhinterziehung und Scheckreiterei angeklagt. In dem Gerichtsverfahren bekannte er sich schuldig und wurde zu einer fünfmonatigen Freiheitsstrafe verurteilt. Schakowsky beteuerte ihre Unschuld in dieser Angelegenheit.